# Yellow Submarine (musikalbum)
Yellow Submarine är ett musikalbum av den brittiska popgruppen The Beatles, släppt 17 januari 1969 i Storbritannien och den 13 januari samma år i USA.
Albumet Yellow Submarine var soundtracket till den tecknade filmen med samma namn. Hela B-sidan av LP:n består av producenten George Martins filmmusik för orkester, delvis byggd på Beatlesmusik. A-sidan innehåller sex låtar med The Beatles, varav fyra inte tidigare var utgivna. "Only a Northern Song", "It's All Too Much" och "All Together Now" spelades in 1967 och "Hey Bulldog" 1968. "Yellow Submarine" hämtades från albumet Revolver från 1966 (den utgavs också som singel med dubbla A-sidor samma år, tillsammans med "Eleanor Rigby"). "All You Need Is Love" utkom ursprungligen som singel 1967.
Den 13 september 1999 utgavs en ny version av Yellow Submarine, kallad Yellow Submarine Songtrack. På detta album valde man att ta med alla Beatleslåtar från filmen, även sådana som fanns på andra album. Alla dessa femton låtar ommixades från originalbanden. På båda skivversionerna är "It's All Too Much" kortare än i filmen. I slutet av 1960- och början av 1970-talet var introduktionen till It's All Too Much signaturmelodi till Klas Bjurlings popkrönika från London i dåvarande P3.
Yellow Submarine var den sista Beatles-LP som släpptes i både stereo- och monoupplaga. "Only a Northern Song" var dock inte mixad i äkta stereo. Tidigare hade separata mixningar gjorts för monoversionen, men denna gång nöjde man sig med att lägga samman vänster och höger stereokanal till en monokanal. Därför ingår inte monoversionen av Yellow Submarine i den remastrade CD-box med Beatles monoskivor som släpptes den 9 september 2009. I stället har tidigare outgivna monomixningar av de fyra låtar, som var nya i filmen, tagits med.
Av de fyra nya låtarna var två skrivna av George Harrison - "Only a Northern Song" och "It's All Too Much". "Only a Northern Song" var inspelad redan 1967 och av Harrison tänkt för Sgt. Pepper, men den ansågs inte hålla måttet för detta album. I låten "Taxman", som kom på LP:n Revolver 1966 hade Harrison kritiserat det brittiska skattesystemet. Nu gick han skämtsamt till angrepp mot vad han upplevde som orättvisor inom gruppen. Harrison hade börjat skriva egna låtar men fick normalt enbart med två per album. Liksom Lennon-McCartneys låtar var dessa förlagda av bolaget Northern Songs, som till stor del ägdes av John Lennon, Paul McCartney, managern Brian Epstein och musikförläggaren Dick James. Inkomsterna från Harrisons låtar hamnade därför till stor del i Lennons och McCartneys fickor. Från och med den vita dubbel-LP:n The Beatles (eller White Album) var Harrisons låtar förlagda på det egna förlaget Harrisongs. (Soundtracket till Yellow Submarine kom ut ca två månader efter White Album, men räknas här som tidigare eftersom filmen med låtarna haft premiär redan på sommaren 1968.)

## Låtlista

### Den ursprungliga LP-versionen

#### Sida 1[4]
Låtarna skrivna av Lennon/McCartney, där inget annat namn anges
1. Yellow Submarine
2. Only a Northern Song (George Harrison)
3. All Together Now
4. Hey Bulldog
5. It's All Too Much (George Harrison)
6. All You Need Is Love

#### Sida 2[4]
Alla stycken komponerade av George Martin där inget annat anges
1. Pepperland
2. Sea of Time
3. Sea of Holes
4. Sea of Monsters
5. March of the Meanies
6. Pepperland Laid Waste
7. Yellow Submarine in Pepperland (John Lennon/Paul McCartney, arrangerad av George Martin)

### Yellow Submarine Songtrack
(Den nya ommastrade versionen)
Alla låtar skrivna av John Lennon/Paul McCartney där inget annat anges
1. Yellow Submarine
2. Hey Bulldog
3. Eleanor Rigby
4. Love You To (George Harrison)
5. All Together Now
6. Lucy in the Sky with Diamonds
7. Think For Yourself (George Harrison)
8. Sgt. Pepper's Lonely Hearts Club Band
9. With a Little Help from My Friends
10. Baby, You're a Rich Man
11. Only a Northern Song (George Harrison)
12. All You Need Is Love
13. When I'm Sixty-Four
14. Nowhere Man
15. It's All Too Much (George Harrison)